# Coteaux-d'ensérune
Le coteaux-d'ensérune  est un vin français d'indication géographique protégée (le nouveau nom des vins de pays) de zone du vignoble du Languedoc-Roussillon, produit sur une partie du département de l'Hérault. Ces vins peuvent être blancs, rosés ou rouges. Situé sur une quinzaine de communes entre les fleuves Orb et Aude au nord ouest de Béziers, le nom de coteaux d’Ensérune vient de l'oppidum qui surplombe l’étang asséché de Montady et le canal du Midi avec le tunnel du Malpas.
Le territoire des coteaux d’Ensérune se trouve au carrefour de quatre grandes périodes de l’histoire. La civilisation celte d’abord avec l’établissement au VIe siècle av. J.-C., sur une colline qui domine un paysage de marécages, d’un oppidum, dit d’Ensérune abritant une population qui commerce avec le monde grec en pleine expansion. Le Moyen Âge ensuite, lorsque sortant d’un demi-millénaire de troubles, l’homme reconquiert friches et terres, et draine l’étang de Montady pour le mettre en culture. Le Grand Siècle avec les visionnaires comme Pierre Paul Riquet qui invente le canal du Midi et, pour franchir la dernière grosse difficulté de parcours, creuse le premier tunnel au monde destiné au passage d’un canal de navigation (lieu-dit Le Malpas). L’époque moderne enfin avec la création de la première cave coopérative à Maraussan inaugurée il y a plus de 100 ans par Jean Jaurès. Toute cette histoire est bien sûr prétexte pour les vignerons des coteaux d’Ensérune à donner rendez-vous au grand public comme lors des bacchanales en juin.

## Histoire

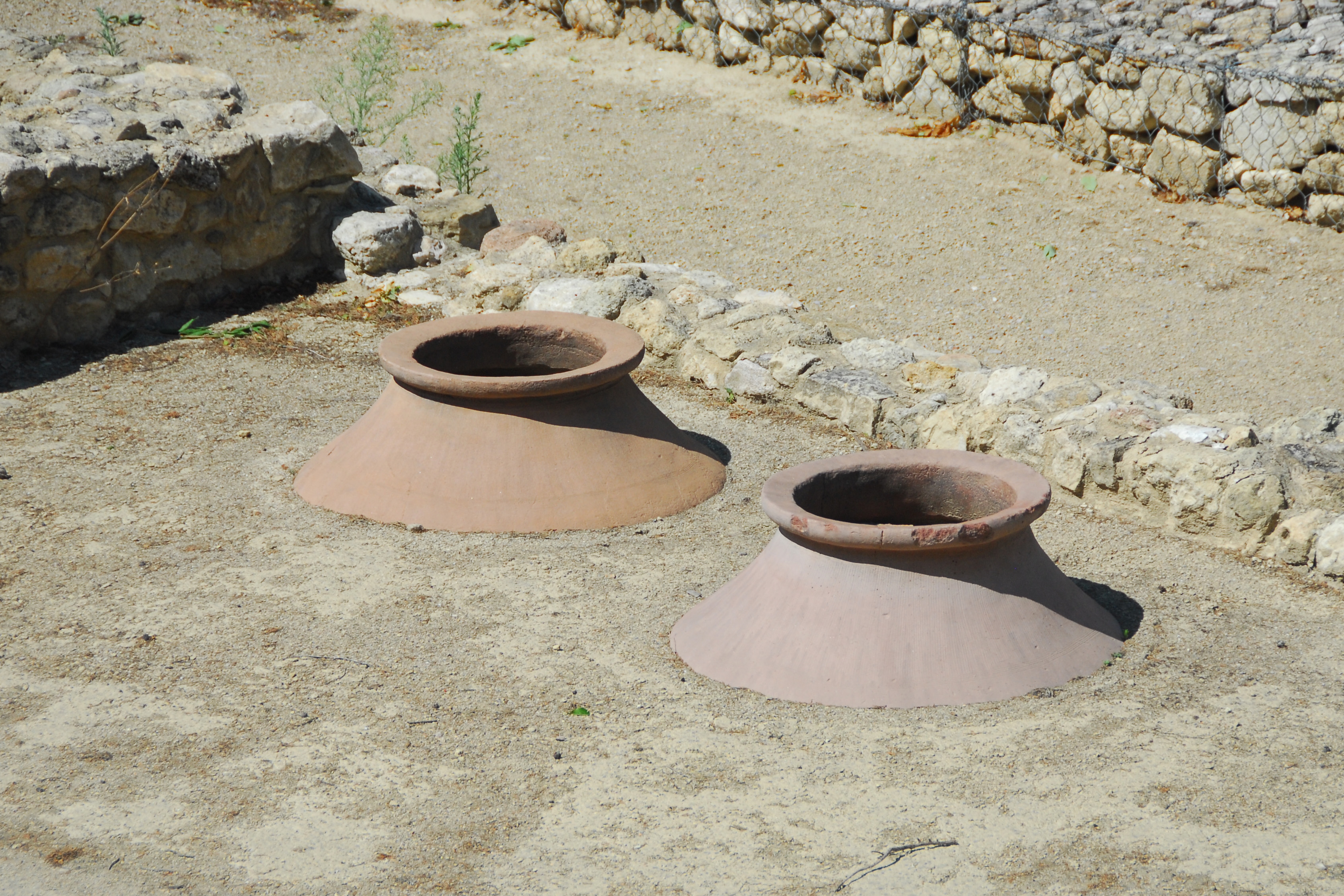
Dolias vinaires de l'oppidum d'Ensérune

Un village préhistorique s'installa sur la colline d'Ensérune dès la période de l'âge du fer (VIe siècle avant notre ère). Les fouilles archéologiques entreprises ont montré que ce site fut finalement occupé par un oppidum romain. La culture de la vigne au pied de l'oppidum commença dès l'époque antique. Tout d'abord les Grecs et les Ibères firent ici un important commerce du vin, mais ce fut sous la colonisation romaine que se développèrent de grands domaines viticoles[réf. nécessaire]. Le musée, construit en 1938, présente, au rez-de-chaussée, les vestiges des habitats pré-romains et gallo-romains avec de nombreuses dolia et amphores vinaires, l'étage étant consacré aux trouvailles faites dans la nécropole.

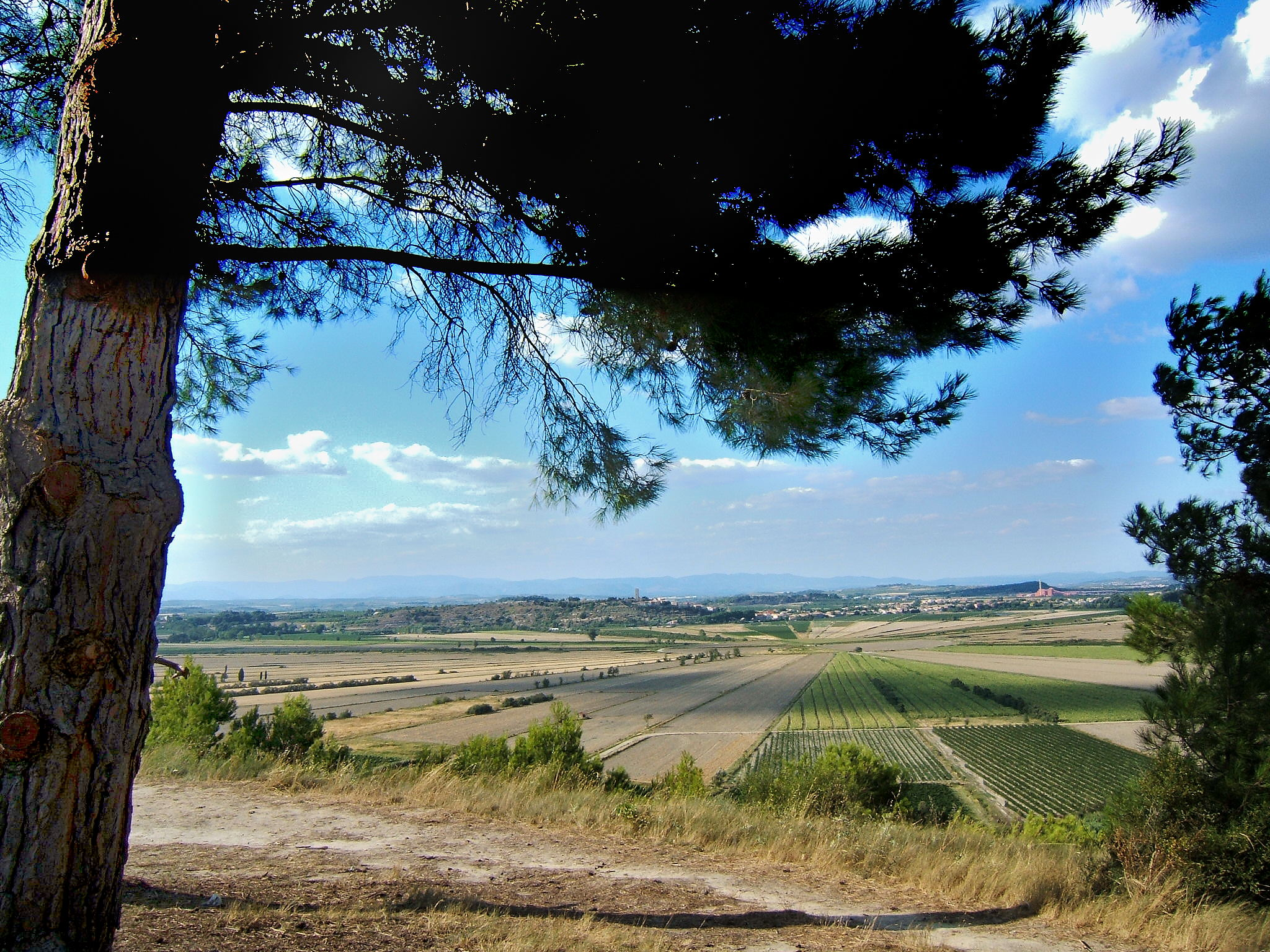
Vignes dans l'étang asséché de Montady

L’étang de Montady fut asséché par des moines cisterciens au XIIIe siècle avec l'autorisation de l'archevêque de Narbonne, pour cause d’insalubrité. Ses travaux furent une véritable prouesse technique pour l'époque. Des fossés de drainage convergeant vers le centre, le Redondel, un fossé circulaire qui récupère les eaux et les évacue par un aqueduc, de 1 300 mètres de long, sous la colline du Malpas pour se vider dans l'Aude grâce aux étangs de Poilhes et de Capestang. Ces fossés dessinent des cercles et un paysage en forme d’étoile sur près de 400 hectares plantés en vignes et céréales. Il a été classé site pittoresque depuis 1974,
C'est seulement à partir du XVe siècle qu'est connu le type de production viticole de ce secteur. C'est le muscat, dit de Nissan, qui eut grande renommée de 1435 jusqu'à la Révolution de 1789. Après une courte interruption il la retrouva jusqu'au sortir de l'Empire. 

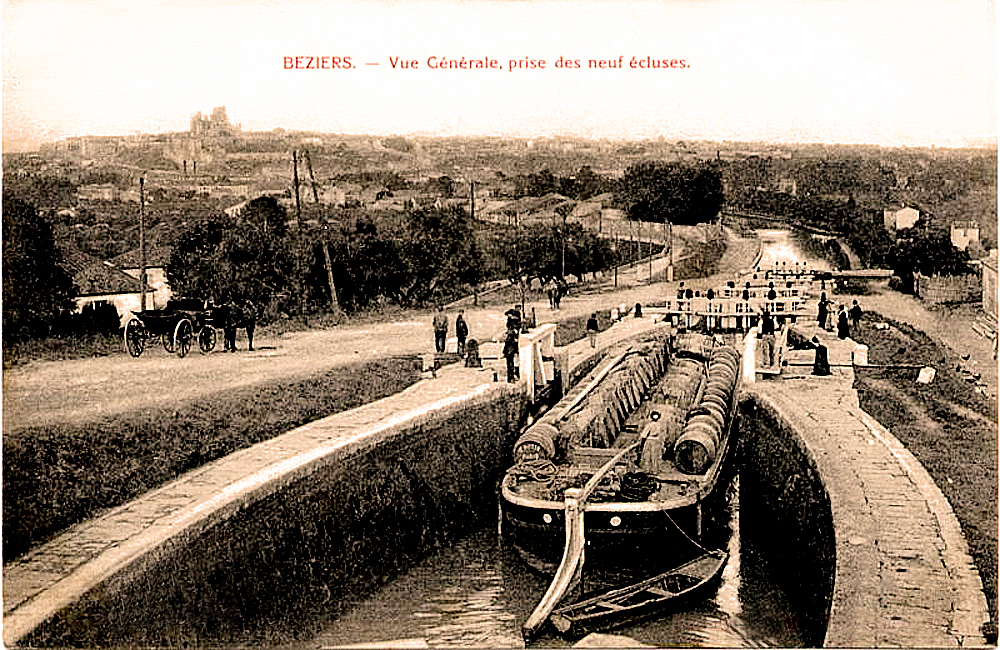
Péniche et ses barriques sur le canal du Midi à Béziers

Au pied de la colline coule le canal du Midi, ouvrage classé au patrimoine mondial de l’UNESCO, qui relie la mer Méditerranée à l’océan Atlantique en traversant l'aire géographique de l'IGP. Dès 1681, le canal permit de développement du commerce des productions agricoles du Languedoc. Le blé, le vin et l'alcool purent être exportés du Lauragais vers Toulouse, Bordeaux et Marseille. Le canal a pour effet d'élargir la zone de vente des producteurs du Languedoc. Dans les années 1730-1740, ce commerce fut prospère et les structures agricoles s'améliorèrent. Par contre le vin devint une production de masse sans grande qualité. Le canal ne fut pourtant jamais la grande voie internationale ambitionnée par les rois de France, car son trafic se limita à des échanges nationaux voire locaux.

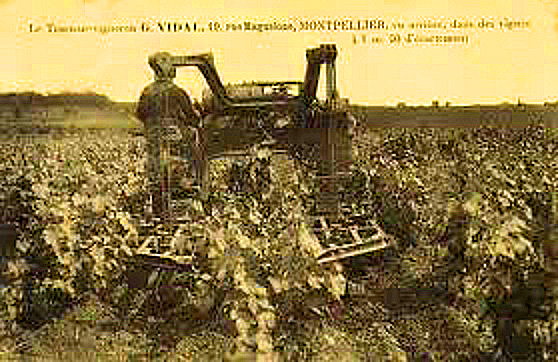
Un des premiers tracteur enjambeur à chenilles

Le vin du Bas-Languedoc, et plus particulièrement celui de l'Hérault, s'imposa, au milieu du XIXe siècle, avec le développement du chemin de fer, sur les grandes places de consommation. Des coteaux la vigne descendit en plaine et la région devint presque exclusivement consacrée à la viticulture. En dépit d'une production pléthorique de vin de piètre qualité, cette expansion du vignoble permit des développements économiques et technologiques importants, avec notamment le tracteur Georges Vidal.
Au cours des années 1980, les producteurs de vin du Midi prirent conscience du besoin de s'orienter vers une politique de qualité. Pour donner une autre image à leurs vins de table, il fut légiféré de constituer une nouvelle catégorie, le vin de pays. Ce fut le cas des coteaux d'Ensérune qui furent créés par le décret du 16 novembre 1981. C'est en 2009, que la CEE accorda à ces vins une Indication géographique protégée (IGP),. La dernière modification du cahier des charges de la production de ces vins a été faite en date du 16 mars 2011.
Il est à souligner que les vignerons réunis au sein du syndicat de producteurs de l’IGP Coteaux d’Ensérune ont pris en considération l'influence indéniable du milieu naturel sur la spécificité de leurs vins. Pour cela, ils ont engagé une démarche volontariste en faveur de la préservation des habitats naturels des espèces d'oiseaux rares nichant sur leur terroir.

## Situation géographique

### Orographie
La zone de production occupe la partie de la plaine languedocienne située entre le sud de Béziers et le département de l’Aude. Elle jouxte au nord les contreforts de la Montagne Noire et s'étend jusqu'à la côte méditerranéenne. Le vignoble, dans sa partie méridionale, a été installé sur des plateaux calcaires et des collines molassiques (les puechs), avec quelques variations dans la profondeur. Là, l’érosion a créé des banquettes et des versants en pente douce favorables à la culture de la vigne grâce à leur exposition et leur alimentation par ruissellement,.

### Géologie
Ce terroir est caractérisé par des sols calcaires et argilo-calcaires recouvrent la quasi-totalité de la zone. Toutefois leur texture et leur profondeur est très variable. Elle peut varier au sud  de sols constitués d'une roche très tendre, formée par des sédiments du miocène et des sables marins des littoraux, pour passer, plus au nord, à des schistes et des marnes, entremêlés de calcaires et de molasses. Cette diversité pédologique permet une adaptation à une large gamme de cépages.

### Climat
Les vignes bénéficient d’un climat méditerranéen caractérisé par des étés chauds et secs et des hivers doux, avec deux périodes pluvieuses en automne et au printemps. Les températures sont suffisantes pendant toute la période végétative de la vigne pour garantir une bonne maturation des raisins. La chaleur pendant la saison de croissance est tempérée par les brises de mer, qui refroidissent les raisins, ce qui leur permettent de développer l'acidité et une bonne maturité phénolique. La pluviométrie, principalement au printemps et en automne, atteint en moyenne 500 mm à 600 mm dont moins de 100 mm pour la période de juin à août. C'est toutefois suffisant pour hydrater convenablement la vigne,.
| Mois                                | jan. | fév. | mars | avril | mai  | juin | jui. | août | sep. | oct. | nov. | déc. | année |
| ----------------------------------- | ---- | ---- | ---- | ----- | ---- | ---- | ---- | ---- | ---- | ---- | ---- | ---- | ----- |
| Température minimale moyenne (°C)   | 5,4  | 5,3  | 7,7  | 11    | 14,1 | 18,2 | 20,3 | 20   | 16,5 | 13,5 | 9,4  | 5,5  | 12,5  |
| Température moyenne (°C)            | 8,1  | 8,5  | 11,2 | 14,3  | 17,7 | 22,2 | 24,4 | 23,9 | 20,3 | 16,6 | 12,1 | 8,3  | 15,9  |
| Température maximale moyenne (°C)   | 10,8 | 11,6 | 14,6 | 17,6  | 21,3 | 26,1 | 28,5 | 28   | 24   | 19,6 | 14,8 | 11,1 | 19,3  |
| Record de froid (°C)                | −4,5 | −7,6 | −3,3 | −1    | 4,5  | 10,6 | 13   | 12,9 | 6,6  | −0,4 | −3,4 | −7   | −7,6  |
| Record de chaleur (°C)              | 19,2 | 22,2 | 28,1 | 32,5  | 33,1 | 35,7 | 37   | 35,7 | 32   | 32,5 | 23,5 | 19   | 37    |
| Nombre de jours avec gel            | 2,7  | 1,5  | 1    | 0,1   | 0    | 0    | 0    | 0    | 0    | 0,1  | 0,5  | 3    | 8,9   |
| Précipitations (mm)                 | 39   | 44,3 | 25,3 | 50,6  | 46,7 | 17,5 | 3,7  | 13,4 | 46,4 | 76,1 | 47,2 | 58,7 | 469,3 |
| Record de pluie en 24 h (mm)        | 32   | 31   | 66,2 | 37    | 59   | 27,2 | 20,5 | 20   | 71   | 100  | 68   | 101  | 101   |
| Nombre de jours avec précipitations | 5,4  | 4,3  | 3,4  | 5,6   | 5    | 2,2  | 1,2  | 2,5  | 3,2  | 5,3  | 5,3  | 4,9  | 48,2  |

## Vignoble

Communes produisant l'IGP coteaux-d'ensérune
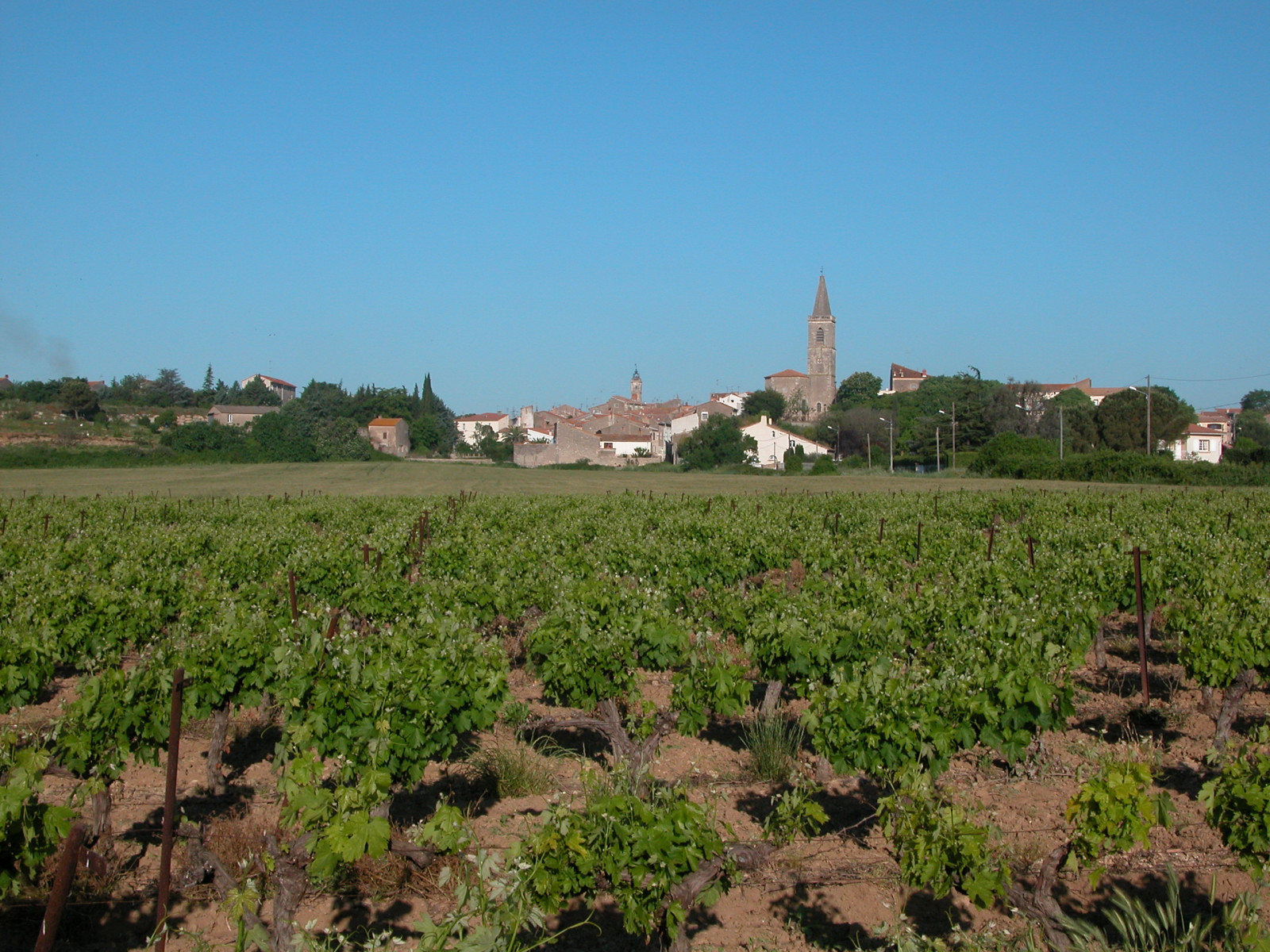
Maraussan
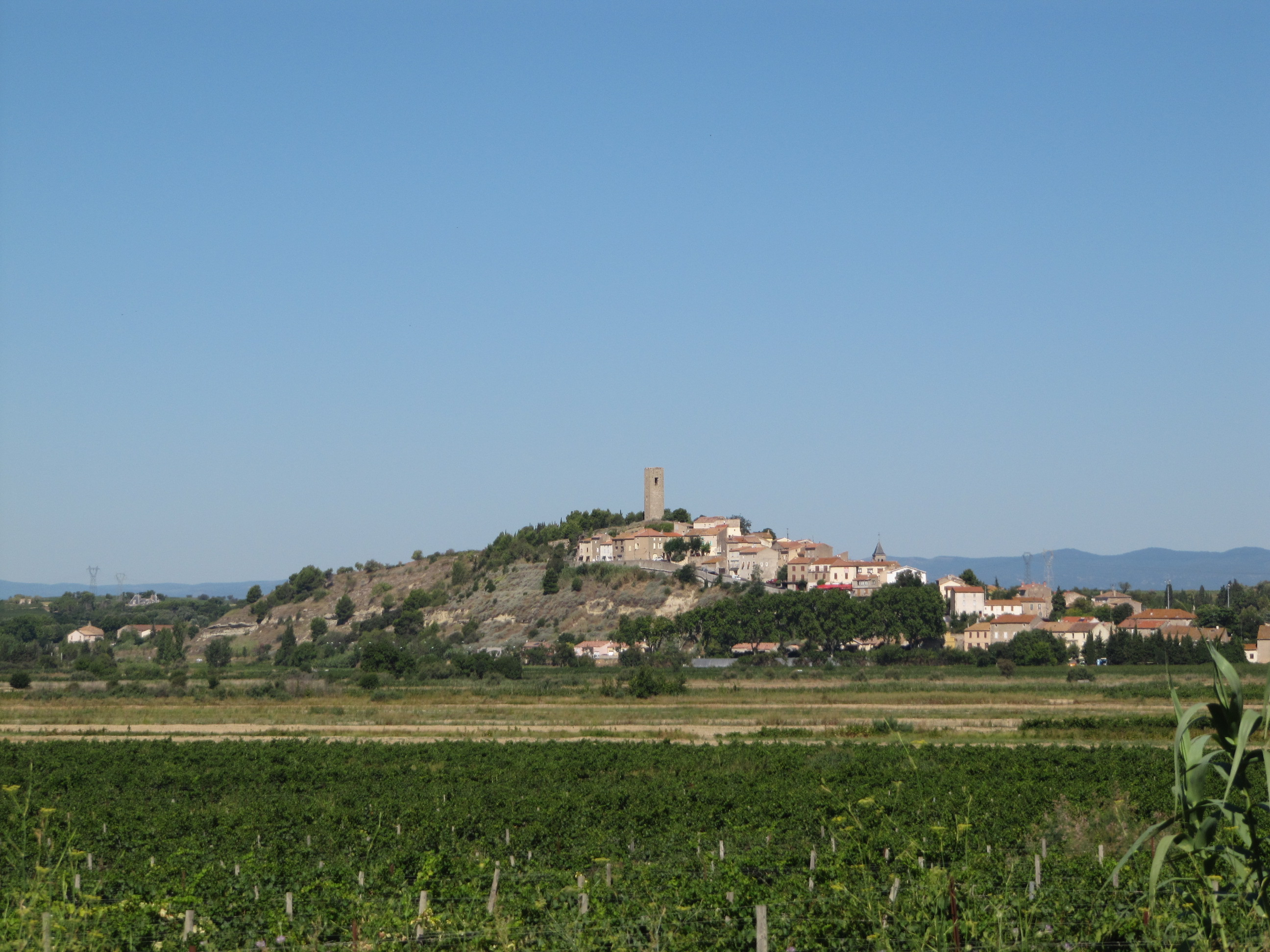
Montady
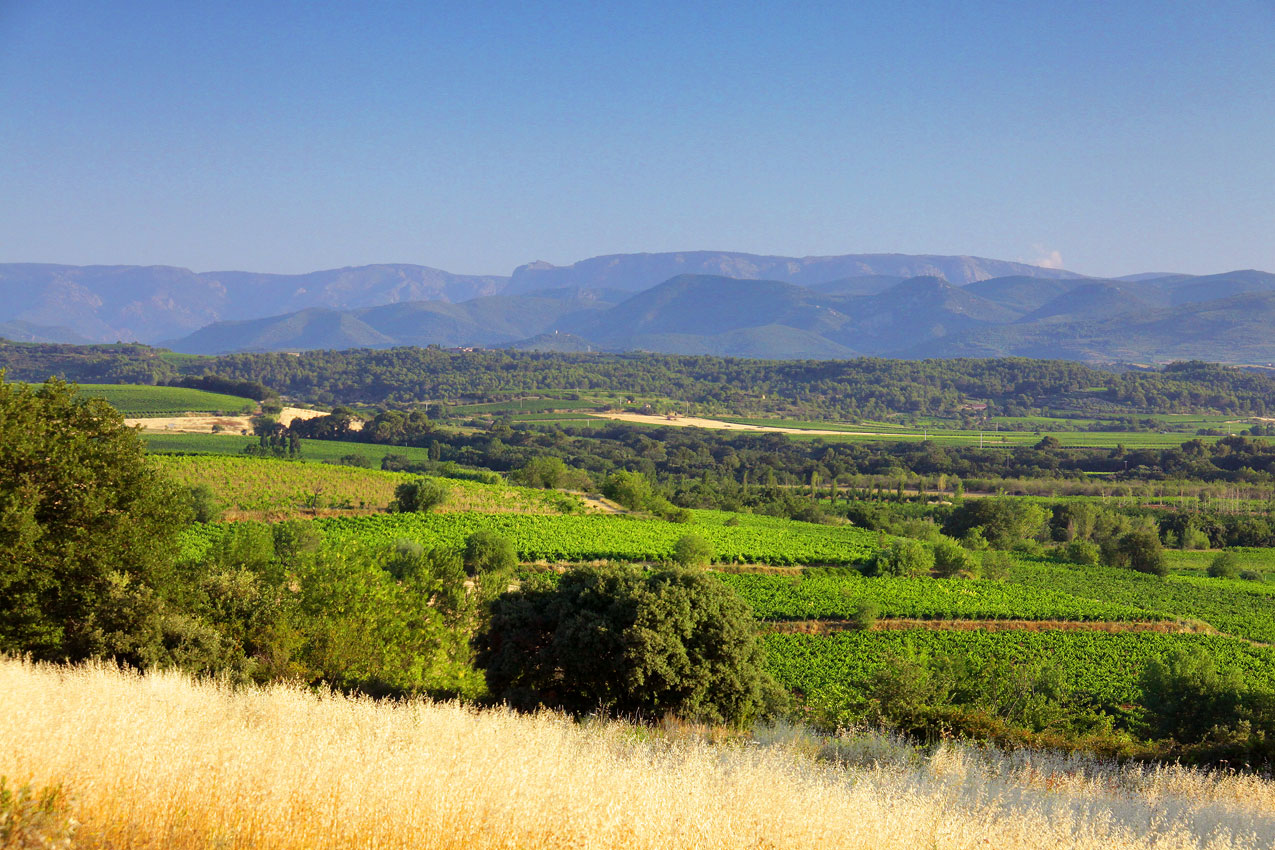
Cazouls-lès-Béziers
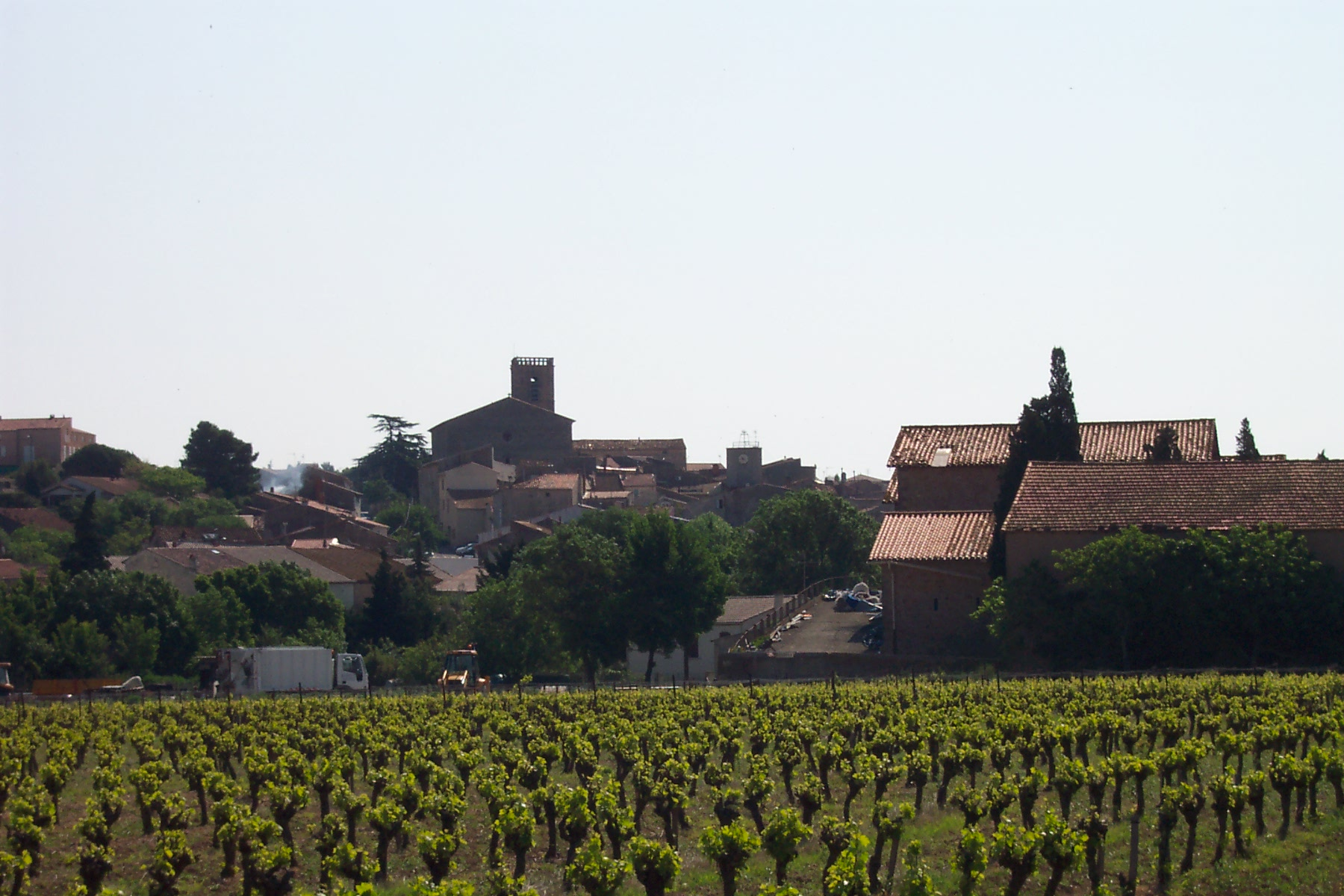
Vendres

### Présentation
Onze communes sont concernées en tout ou en partie : Béziers (en partie), Capestang (en partie), Cazedarnes, Cazouls-lès-Béziers (en partie), Colombiers, Lespignan, Maraussan (en partie), Maureilhan, Montady, Montels, Nissan-lez-Ensérune, Poilhes, Puisserguier, Thézan-lès-Béziers (en partie) et Vendres (en partie).

### Encépagement
Face à une mévente chronique des simples vins de table, un effort de reconversion du vignoble débuta dès le début des années 1950, et se poursuivit au cours des années 1960. Les cépages hybrides ou à gros rendement, qui ne pouvaient donner que des vins grossiers, laissèrent la place à des variétés plus nobles ayant fait la réputation des régions traditionnelles pour les appellations d’origine contrôlées. Une sélection fut même entreprise pour les adapter à leur nouveau terroir et ces cépages ne furent introduits que dans les zones les plus aptes à leur culture.
Pour les Coteaux d’Ensérune, les cépages à raisins noirs couvrirent 80 % des surfaces dont la moitié en merlot N, syrah N et cabernet-sauvignon N. Les raisins blancs (20 % des surfaces) proviennent des cépages qualitatifs comme le chardonnay B, le sauvignon B et le viognier B,. Ces vins de cépage ont constitué un potentiel important du renouveau et de la diversification de la production viticole pour tout ce secteur viticole.

### Méthodes culturales et réglementaires
Sur recommandation de l'INAO, le cahier des charges impose : « Un suivi de la maturation des raisins, parcelle par parcelle, il est assuré avant chaque vendange pour déterminer la date optimale de récolte en fonction du produit final recherché, et notamment pour la production de vins blancs et rosés, en vue de préserver les arômes. ».
L’indication géographique protégée est réservée aux seuls vins tranquilles rouges, rosés, blancs avec la mention d'un ou plusieurs cépages en cas d'assemblage. Leur étiquettes peut aussi faire mention du qualificatif « primeur » ou « nouveau » dans les limites de la législation qui régit les vins de pays.
Ces vins rouges, rosés et blancs, pour être labellisés, ont une limite de rendement maximum à l’hectare de 90 hectolitres (au lieu 120 hectolitres avant). Il est à noter que les volumes pris en compte pour le calcul de ce rendement s’entendent après séparation des bourbes et des lies.

### Vinification

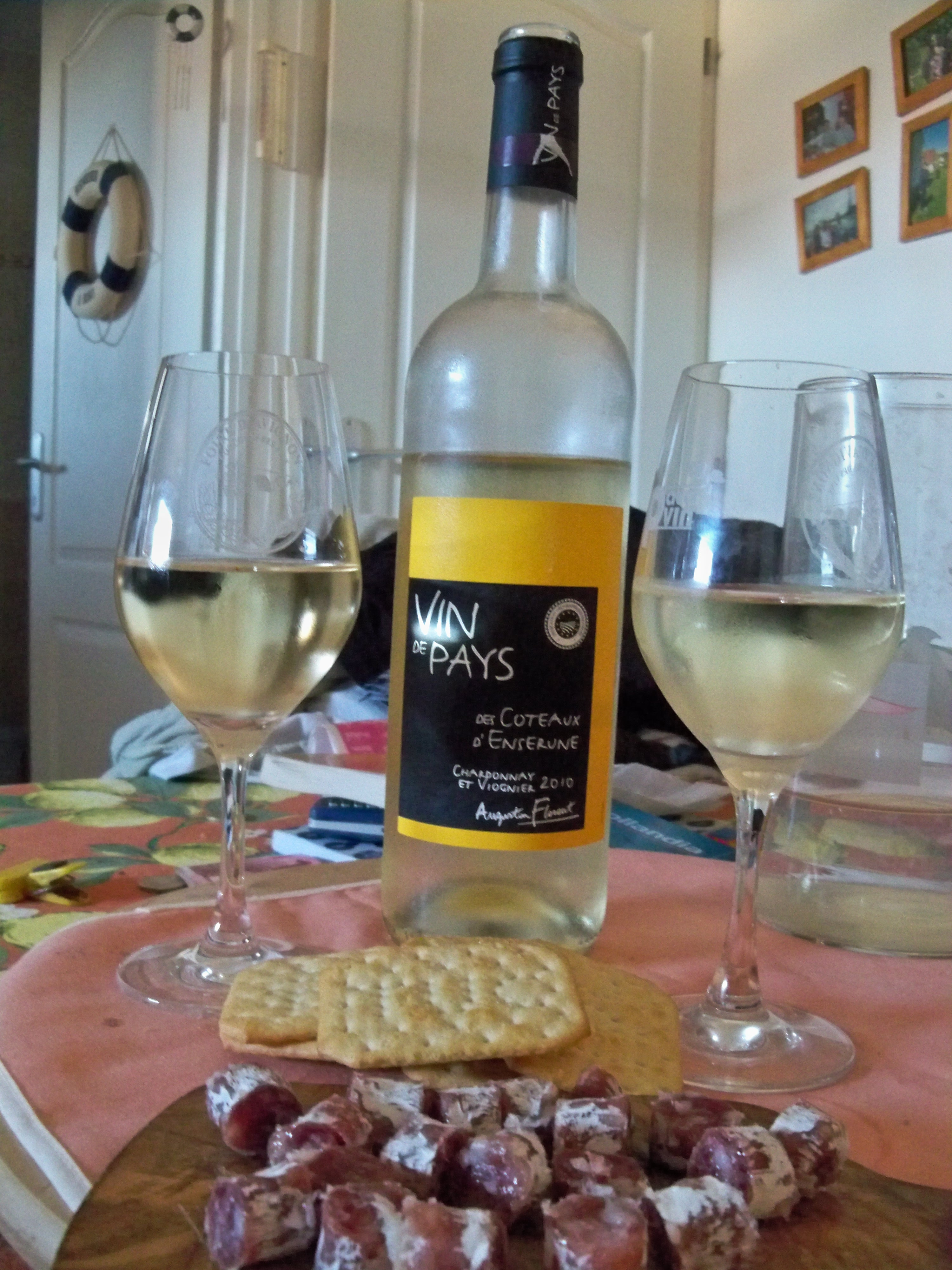
Coteaux-d'enserune blanc

Les différences de maturité imposent que les cépages soient vinifiés séparément. Dans ce cadre, la production se décline en deux types de vins :
- les vins issus de l’assemblage de cépages traditionnels de la région tels que grenache, carignan, cinsault, mourvèdre[3],
- les vins dits de cépage obtenus à partir d'un seul cépage, voire de plusieurs, choisis parmi des cépages qualitatifs comme le viognier, le merlot, le cabernet-sauvignon, la syrah, le chardonnay, le sauvignon mais aussi moins connus et très appréciés tels que marselan en rouge ou marsanne en blanc[3].

La production des vins labellisés se partagent de manière équilibrée entre le rouge, le rosé et le blanc. Chaque année, il est vinifié un volume de 25 000 hectolitres.

### Terroir et vins
Comme il est de tradition en France, c'est la texture du sol qui donne lieu à un large éventail de styles de vins. Les experts de l'INAO ont constaté que : « L’implantation des cépages, raisonnée à partir de la connaissance fine des données pédologiques et climatiques enregistrées dans une base de données mise à jour année après année grâce aux observations de terrain, contribue de manière décisive à la mise en valeur du potentiel viticole de la zone ».
Le rouge, aux tanins structurés, se présente dans une robe rubis intense aux reflets mauves. Le nez est très expressif, partant sur des notes primaires de fruits noirs mûrs (cassis et myrtille), et de fruits rouges (framboise), pour atteindre, sur certaines cuvées, des notes épicées (poivre) ou grillées. L'attaque de la bouche est douce, suivie d'une évolution marquée par une matière dense et toute en rondeur. La finale est puissante et aromatique. Des notes minérales en font des vins vifs. Quelques vignerons élaborent des cuvées de garde,,,.

Les trois couleurs de l'IGP coteaux-d'ensérune
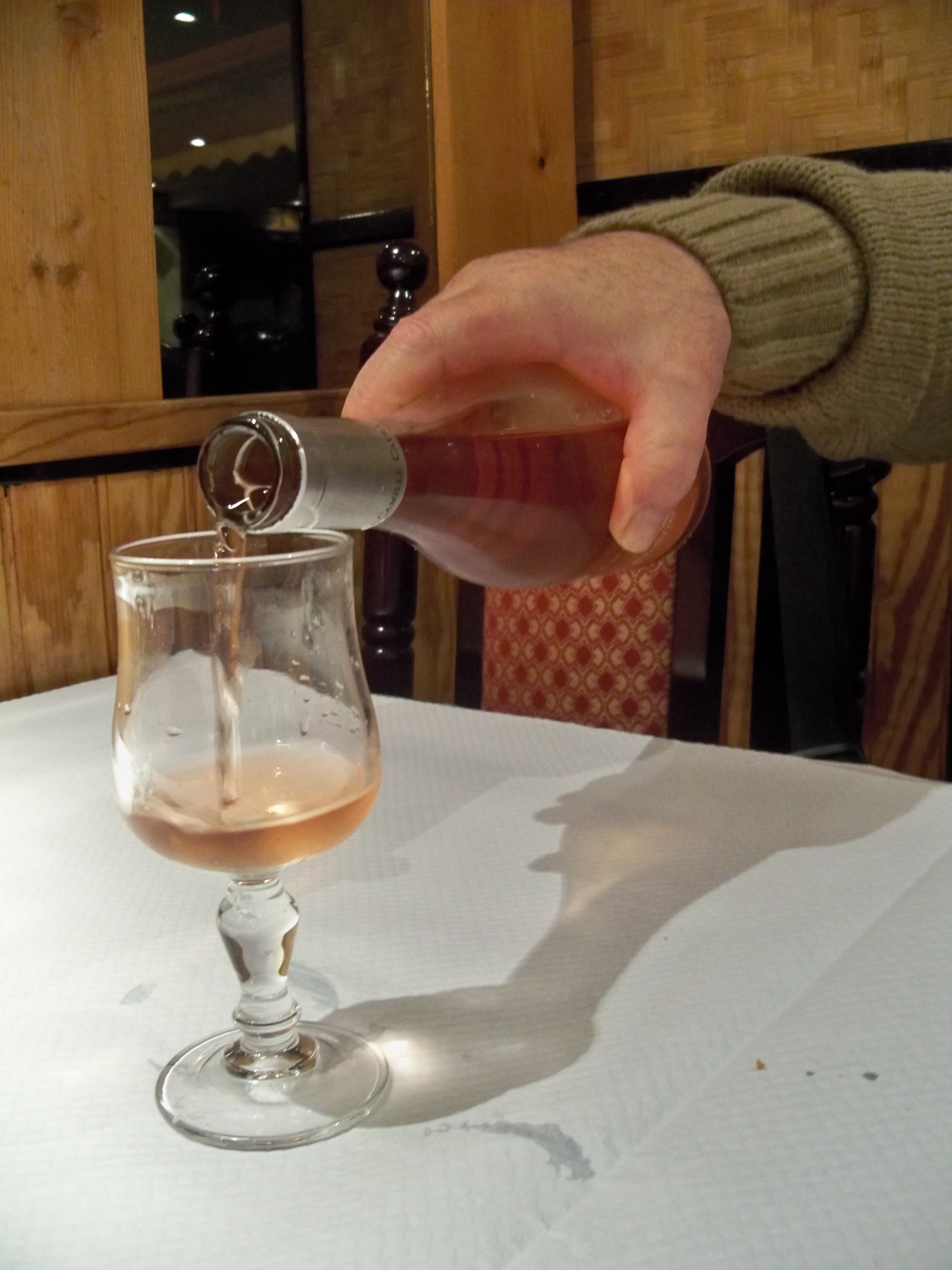
Rosé

Le rosé, à la teinte saumon tantôt foncée tantôt pâle, se présente avec un nez allant sur des arômes de fruits rouges. Ils ont une bonne longueur en bouche, la dégustation les révèlent souples et friands avec une sensation de fraîcheur, apportée par l'acidité. Pour ces vins, le fruit et la fraîcheur sont les traits les plus recherchés dans le profil organoleptique,,.
Le blanc se présente dans une robe jaune aux reflets dorés. À l'agitation, le nez retrouve des notes d'agrumes et une belle gamme aromatique de fruits à chair blanche. On décèle également des notes végétales et une légère acidité qui soutient agréablement les arômes. La bouche est ronde, grasse et opulente, relevée par une pointe d'acidité. La fraîcheur des blancs provient du mésoclimat venteux et de la montagne proche,,,.

### Vins et gastronomie
Le rouge est considéré comme le vin qui s'impose lors des repas simples entre amis. Il se boit généralement dans sa jeunesse et sa température de service ne doit pas excéder les 16 °C. Le rosé, vin sympathique à l’apéritif, doit être servi bien frais à 8 °C. Le blanc, qui est parfait sur une plancha de poissons méditerranéens est à servir à 8 °C.

### Structure des exploitations

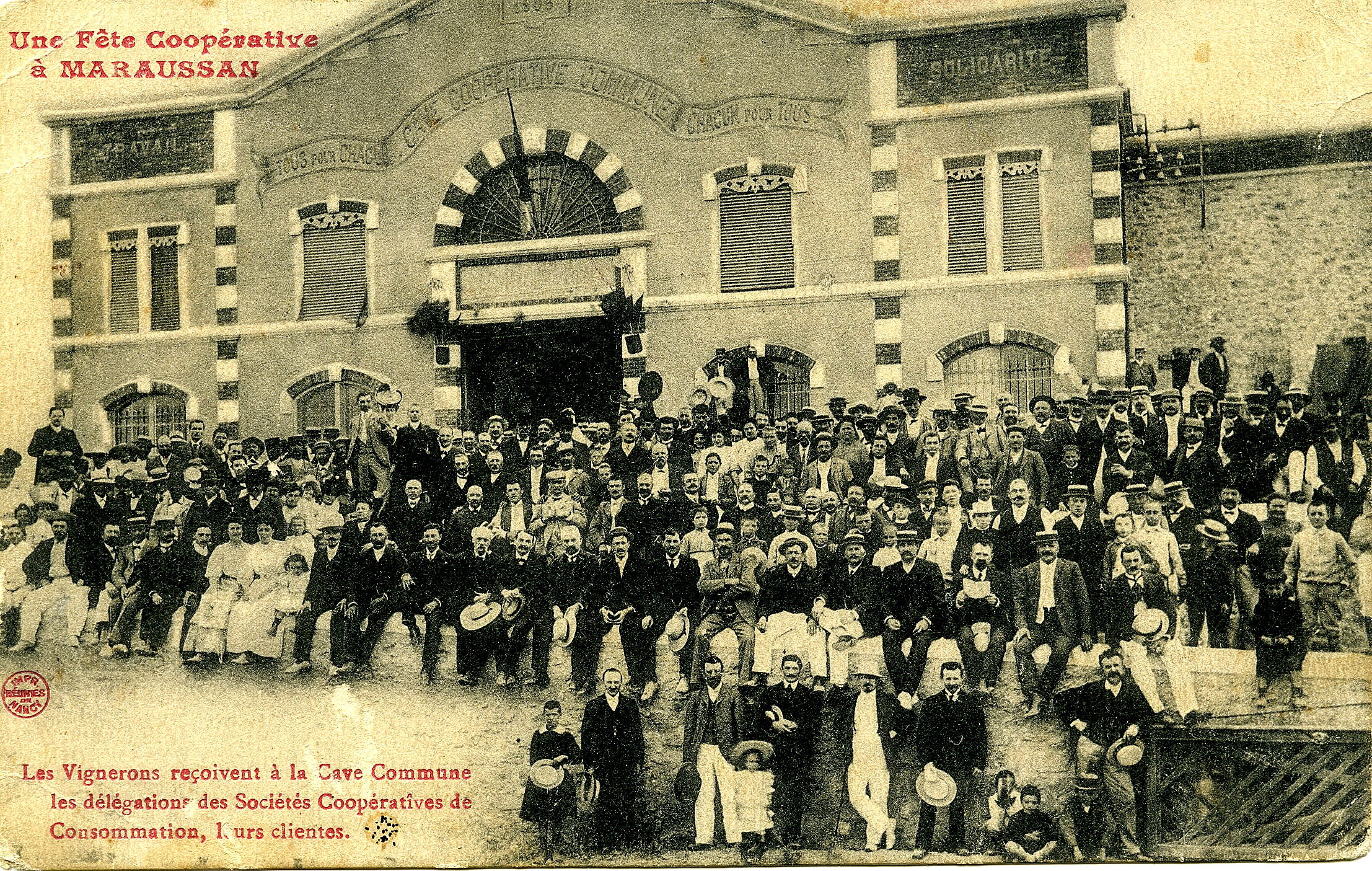
Fête à la coopérative de Maraussan

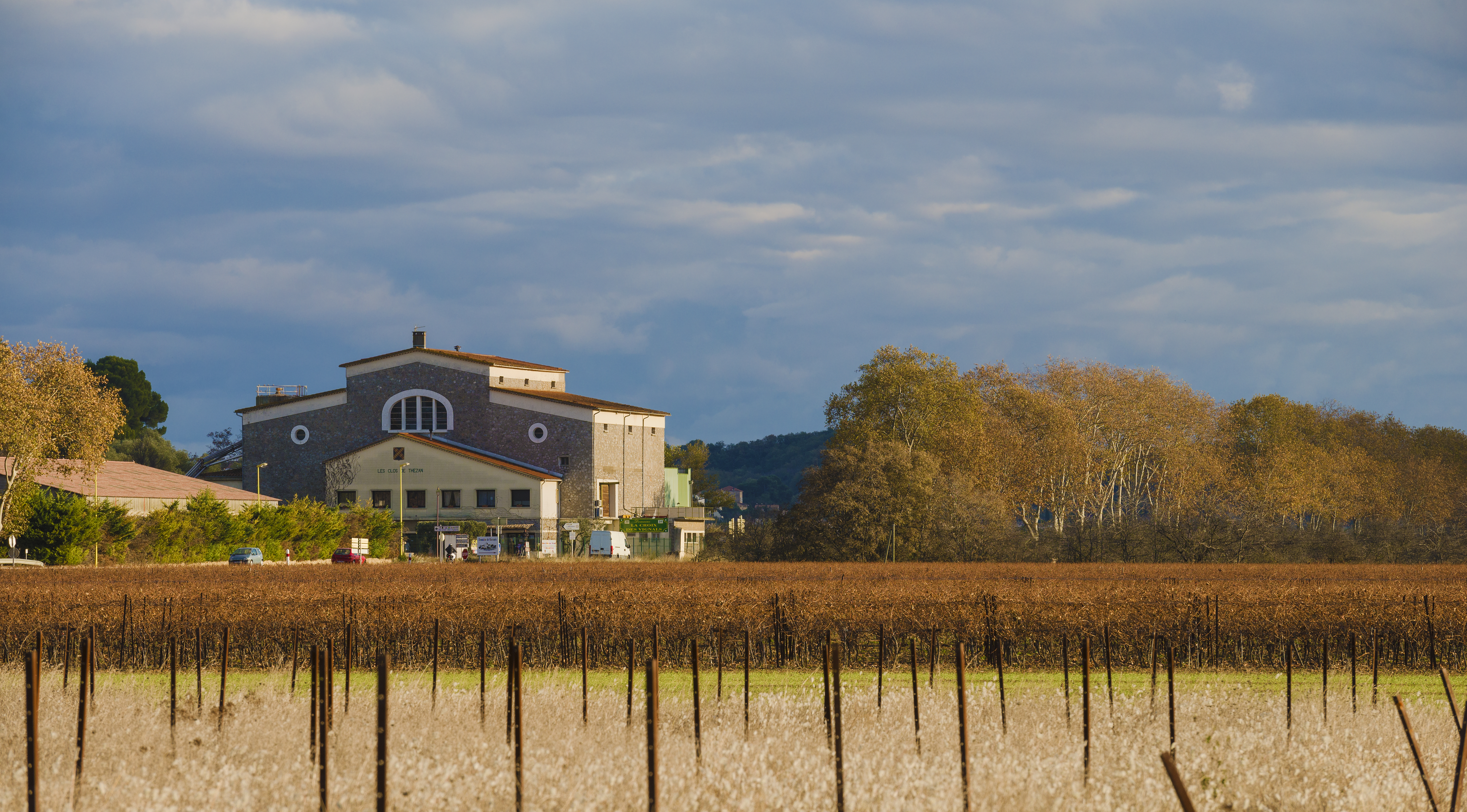
Cave coopérative de Thézan-lès-Béziers

Les 11 communes produisent ce vin sur un vignoble couvrant 3 650 hectares. C'est ici que, dès 1901, les viticulteurs créèrent à Maraussan la première cave coopérative du Midi viticole. Cette mise en commun du moyen de production, une première en France, retint l'intérêt de Jean Jaurès, qui se rendit à la cave et reçut une réception enthousiaste. La production de vins de pays à partir de la fin des années 1960 s'est faite dans le même état esprit. Regroupée maintenant avec d’autres, elle fait partie de la plus grande cave coopérative de France sous la dénomination Vignerons du pays d'Ensérune,. Cette union s'est faite en 1995 par le regroupement de 7 caves coopératives ce qui a permis la mise en commun des moyens œnologique et technique et du savoir-faire pour la production de l’IGP.

### Producteurs de l'IGP
| Commune             | Cave |  |
| ------------------- | --- |  |
| Béziers             | Domaine de l'Argelière ; Domaine de Bachellery ; Domaine de la Barthe ; Domaine Beauséjour ; Les Caves de Béziers ; Domaine Bourguet ; Domaine de Caylus ; Mas la Chevalière / Laroche - Pech du Cayroux ; Domaine de la Colombette ; Domaine de l'Hort del Gal ; Domaine Mi-Côte ; Petit Jean-Christophe ; Château de Raissac ; Domaine de la Redonnière ; Domaine Saint-Jean de la Cavalerie ; Domaine Saint-Pierre des Bois ; Sallelles Denise |  |
| Capestang           | Domaine de Bel Air ; Domaine Cros Reboul ; Domaine de Guéry ; Moulin Gimié ; Domaine Pain de Sucre ; Domaine de la Provenquière ; Domaine Saint-Laurent ; Domaine Les Terrasses de Gabrielle |  |
| Cazedarnes          | Château Calmette ; Clos des Gentillères ; Domaine des Mathurins ; Domaine Montcabrel ; Pistre Christian ; Pistre Jean-Francois |  |
| Cazouls-lès-Béziers | Domaine de Clairac ; Domaine Vila Voltaire |  |
| Lespignan           | Cave Coopérative de Lespignan - Les Vignerons du Pays d'Ensérune |  |
| Maraussan           | Cave Coopérative de Cazedarnes et de Nissan-lès-Ensérune ; Domaine Perdiguier |  |
| Nissan-lez-Ensérune | Domaine de la Garrigue ; Les Domaines Languedociens ; Cave Coopérative de Nissan - Les Vignerons du Pays d'Ensérune ; Château Périès ; Domaine Saint-Georges les Cardinelles ; Domaine Les Terres Rousses - Scea Brenaledoc ; Château la Vernède |  |
| Poilhes             | Domaine Fontvieille |  |
| Puisserguier        | Domaine de Champs Blancs ; Domaine Comps ; Femme Allongée ; Domaine Fontaine Marcousse ; Domaine de la Guiraude ; Domaine de Mairan ; Château Milhau-Lacugue ; Domaine Pech de Saint-Paul ; SCAV Les Vignerons de Puisserguier ; Domaine Sainte-Brune |  |
| Thézan-lès-Béziers  | Domaine de Ravanès ; Cave coopérative |  |
| Vendres             | Domaine Bergé Sainte-Rose ; Domaine de Clapies ; Domaine du Nouveau Monde |  |

### Commercialisation

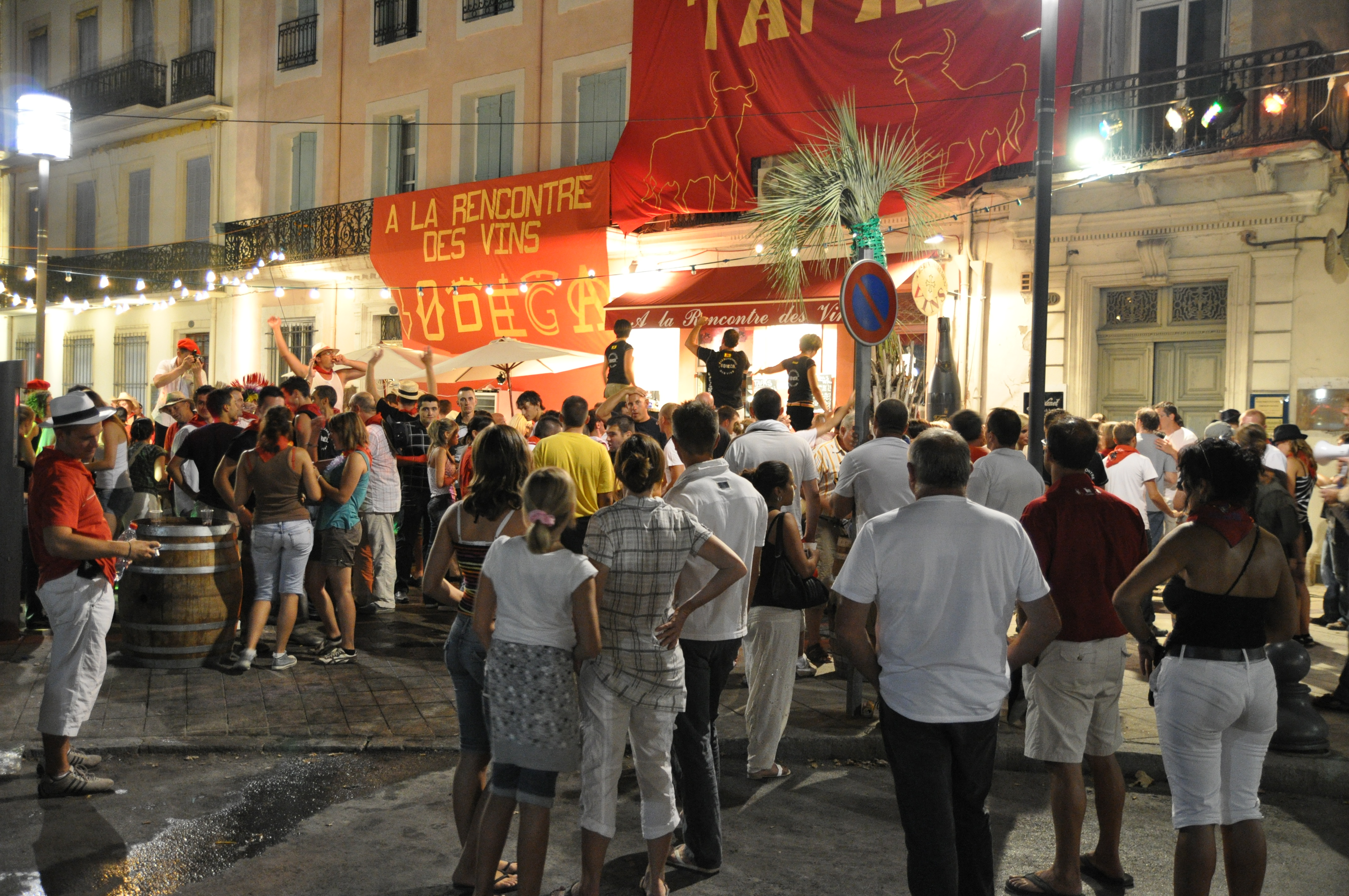
Bodega assiégée lors de la feria de Béziers

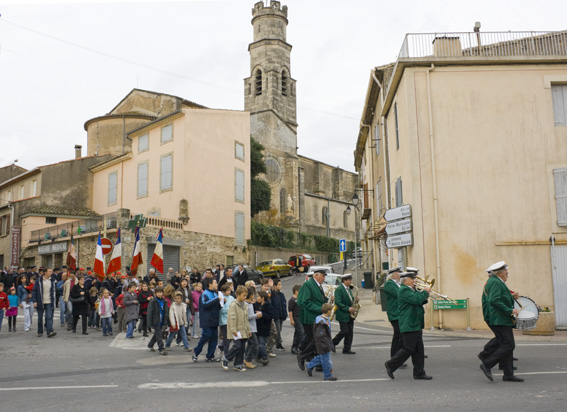
Fête du village à Cazouls-les-Béziers

Les vignerons des Coteaux d’Ensérune, par tradition, s'impliquent dans le tissu des activités festives locales. Leur présence contribue à mieux faire connaître leurs vins auprès des estivants. Ce lien entre le tourisme autour de l'agglomération bittéroise, en particulier lors de la feria de Béziers avec ses bodegas, et l’activité vigneronne est l'un des vecteurs de la notoriété des vins de ce terroir viticole. Lors de ces fêtes, les visiteurs peuvent se fournir de vins ayant d'un très bon rapport qualité/prix.
| Fête                              | Date                          | Communes                |
| --------------------------------- | ----------------------------- | ----------------------- |
| Fête du Malpas                    | jeudi de l'Ascension          | Colombiers              |
| Fête vigneronne de la Saint-Marc  | dernier dimanche d'avril      | Maraussan               |
| Fête des coteaux-d'ensérune       | premier samedi de juin        | Nissan-lez-Ensérune     |
| Fête de la transhumance           | dernier week-end de juillet   | - Lespignan - Vendres   |
| Fête de la mer et des coquillages | premier jeudi d'août          | Vendres                 |
| Fête de la gastronomie            | dernier week-end de septembre | Colombiers              |
| Fête des vendanges à l'ancienne   | dernier week-end de septembre | - Maraussan - Lespignan |

Chaque année une proportion importante de vins labellisés mis en bouteilles dans la zone de production est expédiée vers les pays de l'Europe du Nord avec l'appui du groupe Foncalieu et des Vignobles Bonfils.